# رباط عريض رحمي
الرباط العريض الرحمي (بالإنجليزية: Broad ligament of the uterus)‏ هو عبارة عن طية كبيرة من الصفاق، وهو يربط جانبي الرحم بعظام الحوض من الداخل.

## أجزاؤه
- الميزومتريوم: مساريقا (mesentery) الرحم، ويشكل الجزء الأكبر من الرباط العريض.
- الميزوالبينكس: مساريقا قناة فالوب.
- الميزوئوفاريوم: مساريقا المبيض.